# Seznam avstrijskih alpinistov
Seznam avstrijskih alpinistov.

## A
- Peter Aufschnaiter

## B
- Otto Barth
- Karl Blodig
- Hermann Buhl

## D
- Kurt Diemberger
- Karl Diener
- Karl Domenigg
- Norman Dyhrenfurth (1918 - 2017) (nemško-švicarski)

## F
- Johannes Frischauf

## G
- Adolf Gstirner

## H
- Heinrich Harrer
- Peter Habeler

## J
- Gustav Jahn

## K
- Sepp in Martin Klotz
- Felix König

## M
- (Reinhold Messner : Južni Tirolec)

## P
- Viktor Pretterebner (1911 - 2013)
- Karl Prusik
- Ludwig Purtscheller

## R
- Martin Reicher
- Hans Reinl

## S
- Erwin Schneider
- Roman Szalay

## T
- Herbert Tichy
- Luis Trenker (Južni Tirolec, 1892-1990)
- Hans M. Tuschar

## V
- Tony Vogler

## W
- Rolf Walter
- Willi Wruchs

## Z
- Barbara "Babsi" Zangerl